# Edmonton-Sud-Est
Pour les articles homonymes, voir Edmonton (homonymie).
Circonscription électorale fédérale du Canada
Edmonton-Sud-Est est une circonscription électorale fédérale de l'Alberta, située comme son nom l'indique dans le sud-est de l'agglomération d'Edmonton. Elle est représentée de 1988 jusqu'à son abolition en 2004, puis créée de nouveau en 2023.
La circonscription d'Edmonton-Sud-Est a été créée une première fois en 1987 d'une partie de Pembina. Abolie en 2004, elle est alors redistribuée parmi Edmonton—Beaumont, Edmonton—Strathcona et Wetaskiwin.
Lors du redécoupage de la carte électorale amorcé en 2022, Edmonton-Sud-Est est recréé à partir d'Edmonton Mill Woods et Edmonton—Wetaskiwin..

## Géographie
Depuis la recréation de 2023, les circonscriptions limitrophes sont
- au nord : Edmonton—Strathcona
- à l'est : Sherwood Park—Fort Saskatchewan
- au sud : Leduc—Wetaskiwin
- à l'ouest : Edmonton Gateway.

En 1987, la circonscription d'Edmonton-Sud-Est comprenait:
- Une partie de la ville d'Edmonton, délimitée par la rive droite de la rivière Saskatchewan Nord, la voie ferrée du Canadien Pacifique, la 63e avenue, le chemin Argyll, la 75e rue, la 90e avenue et le chemin Connors.

## Députés
1. 1988-2004 — David Kilgour, PC (1988-1990), IND (1990-1991) & PLC (1991-2004)

- PC = Parti progressiste-conservateur
- PLC = Parti libéral du Canada